# Baldellou
Baldellou (also called Valdellou) là một đô thị trong tỉnh Huesca, Aragon, Tây Ban Nha. Theo điều tra dân số 2004 (INE), đô thị này có dân số là 129 người.
Đô thị này có 2 tên chính thức là: Baldellou và Valdellou.